# 보너스 트랙
보너스 트랙 (Bonus track )은 음악 앨범과 싱글에서 본래의 앨범 구성에 포함되지 않은 추가 곡을 가리킨다. 마케팅의 일환 중 하나이다.
보너스 트랙은 보너스 컷 또는 보너스라고도 하며 추가로 포함된 음악이다. 이는 마케팅 프로모션 또는 기타 이유로 수행될 수 있다. 싱글, B면, 라이브 녹음 및 데모 녹음이 원래 포함되지 않은 오래된 앨범의 재발행에 보너스 트랙으로 포함되는 것은 드문 일이 아니다. 온라인 뮤직 스토어에서는 구매자가 직접 노래를 선택하여 자신의 앨범을 만들 수 있다. 고객이 아티스트의 한두 곡이 아닌 전체 앨범을 구매하는 경우 보너스 트랙이 포함될 수 있다. 이 노래는 반드시 무료인 것은 아니며 독립 실행형 다운로드로 사용할 수 없으므로 전체 앨범을 구매하려는 인센티브도 추가된다. 숨겨진 트랙과 달리 보너스 트랙은 트랙 목록에 포함되며 일반적으로 다른 앨범 트랙 사이에 침묵의 간격이 없다. CD 또는 비닐 앨범의 보너스 트랙은 유럽 및 북미 아티스트가 발매하는 일본에서 일반적이다. 앨범의 해외 사본을 수입하는 것이 국내 발매 버전을 구매하는 것보다 저렴할 수 있기 때문에 일본 발매는 종종 국내 구매를 장려하기 위해 보너스 트랙을 제공한다.

## 같이 보기
- 히든 트랙